# Ċ
Cette page contient des caractères spéciaux ou non latins. S’ils s’affichent mal (▯, ?, etc.), consultez la page d’aide Unicode.
Ċ (minuscule : ċ), appelé C point suscrit, est une lettre utilisée dans les alphabets arabe chypriote maronite et maltais et dans certaines romanisations de l’ALA-LC. Elle était anciennement utilisée dans l’écriture de l’irlandais ou dans l’alphabet latin tchétchène de 1992.
Elle est formée de la lettre C diacritée d’un point suscrit.

## Utilisation
- Irlandais : le ‹ ċ › était utilisé dans l’écriture de l’irlandais mais a été remplacé par le digramme ‹ ch ›.
- Maltais : le ‹ ċ › représente la consonne affriquée post-alvéolaire sourde /t͡ʃ/.

## Représentations informatiques
Le C point suscrit peut être représenté avec les caractères Unicode suivants :
- précomposé (latin étendu A)[1] :

| formes    | représentations | chaînes de caractères | points de code | descriptions                            |
| --------- | --------------- | --------------------- | -------------- | --------------------------------------- |
| capitale  | Ċ               | Ċ                     | U+010A         | lettre majuscule latine c point en chef |
| minuscule | ċ               | ċ                     | U+010B         | lettre minuscule latine c point en chef |

- décomposé (latin de base, diacritiques) :

| formes    | représentations | chaînes de caractères | points de code | descriptions                                        |
| --------- | --------------- | --------------------- | -------------- | --------------------------------------------------- |
| capitale  | Ċ               | C◌̇                    | U+0043 U+0307  | lettre majuscule latine c diacritique point en chef |
| minuscule | ċ               | c◌̇                    | U+0063 U+0307  | lettre minuscule latine c diacritique point en chef |